# Hybomitra rhombica
Hybomitra rhombica (лат.) — вид слепней из подсемейства Tabaninae.

## Описание
Длина тела имаго 13-16 мм. Глаза тёмно-пурпурные с четырьмя зелёными полосками, покрыты густыми волосками. Лобный треугольник голый. Усики в основном оранжевые и только верхушечные членики и первый членик по краю чёрные. Наличиник и щёки беловатые или тёмно-белые. Щёки по верхнему краю с несколькими чёрными волосками. Грудь сверху с сероватыми продольными полосами. Нотоплевры чёрные. Бочки груди в белых волосках. Ноги преимущественно красновато-коричневые. Крылья прозрачные с пятнами на поперечных жилок и в месте расхождения радиальных жилок R4+5. Брюшко чёрное матовое с тремя рядами крупных серых треугольных пятен . Вид можно спутать с близким видом Hybomitra osburni, у которого брюшко преимущественно блестящее с небольшими серыми пятнами.

## Биология
Самки кровососы, нападают на человека и животных. В Канаде имаго летают с середины июля до конца августа, в Калифорнии со второй недели июня по июль. Особенности преимегинальных стадий развития не изучены.

## Распространение
Вид встречается в Канаде (Британская Колумбия, Альберта, Саскачеван, Манитоба) и США (Калифорния, Аризона, Нью-Мексико, Техас).